# Augustin Olomoucký
Augustin Olomoucký, auch Augustin Moravský, lateinisch Augustinus Olomucensis, Augustinus Moravus, deutsch Augustin Käsenbrot (* März 1467 in Olmütz; † 3. November 1513 ebenda) war mährischer Humanist, Schriftsteller und Kunstsammler.
1492 bis 1495 studierte er in Italien Astronomie, Recht, Medizin und alte Sprachen. Nachdem er promoviert hatte, kehrte er nach Böhmen zurück und wurde Schreiber der böhmischen Königskanzlei in Buda. 1497 ernannte man ihn zum Kanoniker in Brünn und ein Jahr später zum Propst in Olmütz. 1506 wurde er Sekretär des Königs Ladislas' II in Budapest. 1510 verließ er die königlichen Dienste und widmete sich der Sammlung von Büchern und Münzen. Daneben unterhielt er ständig Kontakte mit Humanisten in Böhmen und Europa, so zum Beispiel zu Conrad Celtis. 
Er gehörte zu den entschiedenen Gegnern der Brüderunität.

## Werke
Interessengebiete des nur in Latein schreibenden mährischen Humanisten waren Literatur, Geschichte und Astronomie.
- Dialogus in defensionem poeties

Edition: Karel Svoboda: Augustini Olomucensis Dialogus in defensionem poetices. Prag 1948.
- Tabulae coelestium motuum Joh. Blanhini
- Catalogus episcoporum Olomucensium
- Antilogion Guarini et Poggii de praestantia Scipionis Africani et C. Julii Caesaris

## Weiterführende Literatur
- G. Bauch: Zu Augustinus Olomucencis, in: ZVGMS 8 (1904), S. 119–136
- Karl Wotke: Augustinus Olomucensis, in: ZVGMS 2 (1898), S. 49–71